# Медведєв Святослав Олександрович
Святослав Олександрович Медведєв (29 березня 1941, місто Кустанай, тепер Костанай, Казахстан) — казахський і радянський державний діяч, міністр екології та біоресурсів Республіки Казахстан, 1-й секретар Північно-Казахстанського обласного комітету КП Казахстану. Член ЦК КПРС у 1990—1991 роках. Депутат Верховної ради Казахської РСР 11-го скликання. Народний депутат СРСР (1989—1991).

## Життєпис
У 1963 році закінчив Уральський лісотехнічний інститут, інженер-технолог лісоінженерної справи.
У 1963—1964 роках — інженер, головний інженер Амазарського лістрансгоспу Читинської області РРФСР.
З 1964 по 1966 рік служив у Радянській армії.
У 1966—1967 роках — інженер-механік відділу колії Кустанайського відділення Казахської залізниці.
Член КПРС з 1967 року.
У 1967—1977 роках — завідувач лекторської групи Кустанайського обласного комітету ЛКСМ Казахстану; 2-й, 1-й секретар Кустанайського міського комітету ЛКСМ Казахстану; 2-й, 1-й секретар Кустанайського обласного комітету ЛКСМ Казахстану. 
У 1975 році закінчив Заочну Вищу партійну школу при ЦК КПРС.
У 1977—1979 роках — голова виконавчого комітету Борівської районної ради народних депутатів Кустанайської області.
У 1979—1985 роках — 1-й секретар Карасуського районного комітету КП Казахстану Кустанайської області.
У 1985—1986 роках — 1-й заступник завідувача відділу організаційно-партійної роботи ЦК КП Казахстану.
У 1986—1988 роках — голова виконавчого комітету Джамбульської обласної ради народних депутатів Казахської РСР.
27 квітня 1988 — 7 вересня 1991 року — 1-й секретар Північно-Казахстанського обласного комітету КП Казахстану.
Одночасно в січні 1990 — лютому 1992 року — голова Північно-Казахстанської обласної ради народних депутатів.
У лютому 1992 — жовтні 1995 року — міністр екології та біоресурсів Республіки Казахстан.
У жовтні 1995 — грудні 1997 року — державний інспектор організаційно-контрольного відділу Адміністрації президента Республіки Казахстан.
З січня по квітень 1998 року — радник акима Костанайської області.
У 1998—2010 роках — завідувач архівного відділу, начальник управління архівів і документації Костанайської області.
З 2010 року — на пенсії.

## Нагороди
- орден Леніна
- орден Трудового Червоного Прапора
- орден «Знак Пошани»
- медаль «За трудову відзнаку» (2001, Казахстан)